# Аасіф Мандві
Аа́сіф Хакім Мандвіва́ла (англ. Aasif Hakim Mandviwala; нар. 5 березня 1966, Бомбей, Індія), найбільш відомий як "Аасіф Мандві" (англ. Aasif Mandvi) — американський актор, сценарист і драматург.

## Біографія
Аасіф Мандві народився в Бомбеї (нині Мумбай), Індія. Коли йому виповнився один рік, його батьки переїхали у Бредфорд, місто на півночі Англії. Тут Аасіф вперше виступив на сцені, його роллю був ельф у шкільній постановці. Після цього він приєднався до місцевої дитячої трупи, де виявив себе не лише як актор, а й як драматург.
У школі Аасіф нерідко стикався з проблемами, пов'язаними з його національністю — його намагалися залякувати, з нього сміялися. Він говорив, що "все це змушує зневажати свою власну расу, ти намагаєшся ще більше вписатися і бути з іншими одним цілим". Цей досвід вплинув на Аасіфа і рішення, які він приймав протягом своєї кар'єри.
Коли Аасіфу було 16 років, його сім'я поїхала з Англії до Тампи, штат Флорида. Там він продовжив виступати на сцені, і за його успіхи йому запропонували вчитися в Університеті Південної Флориди. Після закінчення навчання, Мандві спочатку працював в Disney MGM Studious, потім переїхав до Нью-Йорк.
Спочатку він грав тільки епізодичні ролі в кіно і театрі. У 1998 році він отримав премію "Obie" за свою постановку «Ресторан Сакіни», в основі якої лежав досвід переїздів родини Мандві. Ця п'єса стала великим проривом у кар'єрі Аасіфа. Після такого успіху, його запросили на головну роль у фільмі «Таємничий масажист», знятого за мотивами роману Найпола. Він також прославився завдяки тому, що був першим вихідцем з Південної Азії, хто зіграв Алі Хакіма — подорожуючого перського торговця в п'єсі «Оклахома» на Бродвеї.
Декілька ролей Мандві носили політичний характер, як, наприклад, його роль у документальному фільмі Guantanamo: Honor Bound to Defend Freedom. Вона, як сказав сам Мандві, змінила його погляди на роль театру у житті громадськості. Ще одну з найбільш відомих ролей такого типу він зіграв у виставі Тоні Кушнера «Домосед/Кабул». У 2006 році він взяв участь у The Daily Show, в якому часто обговорюються проблеми, пов'язані з Близьким Сходом.
Останні кілька років Аасіф працює кореспондентом у The Daily Show. З'являвся в таких серіалах, як «Швидка допомога», «Клан Сопрано», «CSI», «Закон і порядок». Зіграв епізодичні ролі у фільмах "Облога", "Міцний горішок 3", "Аналізуй це" і "Людина-павук 2».
У 2008 році Мандві знявся комедійній драмі «Місто привидів»). Також взяв участь у зйомках фільму «Останній володар стихій», першої частини трилогії з мультсеріалу «Аватар: Останній захисник», де отримав одну з головних негативних ролей — коммандера Джао.

## Фільмографія

### Фільми
| Рік  |    | Українська назва                               | Оригінальна назва                          | Роль                  |
| ---- | -- | ---------------------------------------------- | ------------------------------------------ | --------------------- |
| 1990 | ф  | Не відступати і не здаватися 3: Брати по крові | No Retreat, No Surrender 3: Blood Brothers | терорист              |
| 1995 | ф  | Міцний горішок 3: Відплата                     | Die Hard With a Vengeance                  | араб-таксист          |
| 1996 | ф  |                                                | Eddie                                      | Мухаммед              |
| 1998 | ф  | Облога                                         | The Siege                                  | Халіл Саліх           |
| 1999 | ф  | Аналізуй це                                    | Analyze This                               | доктор Шульман        |
| 1999 | ф  | Павутина брехні                                | Random Hearts                              | продавець електроніки |
| 2004 | ф  | Людина-павук 2                                 | Spider-Man 2                               | містер Азіз           |
| 2006 | ф  | Зворотний бік правди                           | Freedomland                                | доктор Аніл Чаттерджі |
| 2007 | ф  | З очей - геть, із чарту - геть!                | Music and Lyrics                           | Хан                   |
| 2008 | ф  | Місто привидів                                 | Ghost Town                                 | доктор Прашар         |
| 2009 | ф  | Пропозиція                                     | The Proposal                               | Боб Сполдинг          |
| 2010 | ф  | Останній володар стихій                        | The Last Airbender                         | коммандер Джао        |
| 2010 | ф  | Це дуже цікава історія                         | It's Kind of a Funny Story                 | доктор Махмуд         |
| 2011 | ф  | Межа ризику                                    | Margin Call                                | Рамеш Шах             |
| 2012 | ф  | Диктатор                                       | The Dictator                               | доктор                |
| 2012 | ф  | Рубі Спаркс                                    | Ruby Sparks                                | Сайрус Моді           |
| 2012 | ф  | Термінова доставка                             | Premium Rush                               | Радж                  |
| 2013 | ф  | Муві 43                                        | Movie 43                                   | Роберт                |
| 2013 | ф  | Стажери                                        | The Internship                             | Роджер Четті          |
| 2013 | ф  | Ігри богів                                     | Gods Behaving Badly                        | Максвелл              |
| 2014 | ф  | Рука на мільйон                                | Million Dollar Arm                         | Еш Васудеван          |
| 2016 | ф  | Нестерпні леді                                 | Mother's Day                               | Рассел                |
| 2019 | ф  | Людський капітал                               | Human Capital                              | Годип                 |
| 2022 | ф  |                                                | Crush                                      | тренер Мюррей         |
| 2022 | мф | Лапи гніву: Легенда про Самурая                | Paws of Fury: The Legend of Hank           | Ічіро                 |
| 2023 | мф | Як слониха впала з неба                        | The Magician's Elephant                    | Король                |

### Телебачення
| Рік       |    | Українська назва                    | Оригінальна назва                 | Роль                 |
| --------- | -- | ----------------------------------- | --------------------------------- | -------------------- |
| 1988      | с  | Поліція Маямі                       | Miami Vice                        | швейцар              |
| 1995—1998 | с  | Закон і порядок                     | Law & Order                       | різні персонажі      |
| 1996      | с  | Детектив Неш Бріджес                | Nash Bridges                      | Азіз Кадім           |
| 2000      | с  | Закон і порядок: Спеціальний корпус | Law & Order: Special Victims Unit | професор Хуссейні    |
| 2000—2006 | с  | C.S.I.: Місце злочину               | CSI: Crime Scene Investigation    | доктор Лівер         |
| 2001      | с  | Секс і місто                        | Sex and the City                  | Дмитрий              |
| 2002      | с  | В'язниця Оз                         | Oz                                | доктор Тарік Фараж   |
| 2004      | с  | Теннер проти Теннера                | Tanner on Tanner                  | Салім Барік          |
| 2004      | с  | Закон і порядок: Злочинний намір    | Law & Order: Criminal Intent      | Сатиш                |
| 2005      | с  | Закон і порядок: Суд присяжних      | Law & Order: Trial by Jury        | суддя Самір Патель   |
| 2006      | с  | Клан Сопрано                        | The Sopranos                      | доктор Абу Білал     |
| 2006      | с  | Дізнайся ворога                     | Sleeper CellSleeper Cell          | Халід                |
| 2006—2007 | с  | Швидка допомога                     | ER                                | Маніш                |
| 2006—2008 | с  | Єрихон                              | Jericho                           | доктор Кенчі Дувалія |
| 2010      | мс | Король гори                         | King of the Hill                  | Майк Пател           |
| 2011      | с  | Угамуй свій запал                   | Curb Your Enthusiasm              | людина в ліфті       |
| 2014      | с  | Ми та вони                          | Us & Them                         | Дейв                 |
| 2015      | с  | Державний секретар                  | Madam Secretary                   | принц Юсіф Обайд     |
| 2015      | с  | Підозрюваний                        | Person of Interest                | Сулейман Хан         |
| 2015      | с  | На межі                             | The Brink                         | Рафік Массуд         |
| 2016      | с  | Ті самі дні                         | Another Period                    | Паршуолл             |
| 2016—2019 | мс | Олена - принцеса Авалора            | Elena of Avalor                   | король Раджа         |
| 2017      | с  | Юна                                 | Younger                           | Джей Малік           |
| 2017      | с  | Ясновидець                          | Shut Eye                          | Пазані «Паз» Капур   |
| 2017—2018 | с  | Лемоні Снікет: 33 нещастя           | A Series of Unfortunate Events    | дядько Монті         |
| 2018—2020 | с  | Блакитна кров                       | Blue Bloods                       | Самар Чарвелл        |
| 2019      | с  | Кімната 104                         | Room 104                          | медіатор             |
| 2019—2024 | с  | Зло                                 | Evil                              | Бен Шакір            |
| 2020—2022 | мс |                                     | Mira, Royal Detective             | Сахіл                |
| 2021      | мс | Спецагент Арчер                     | Archer                            | Корнеліус Варма      |